# Estreito de Tañon

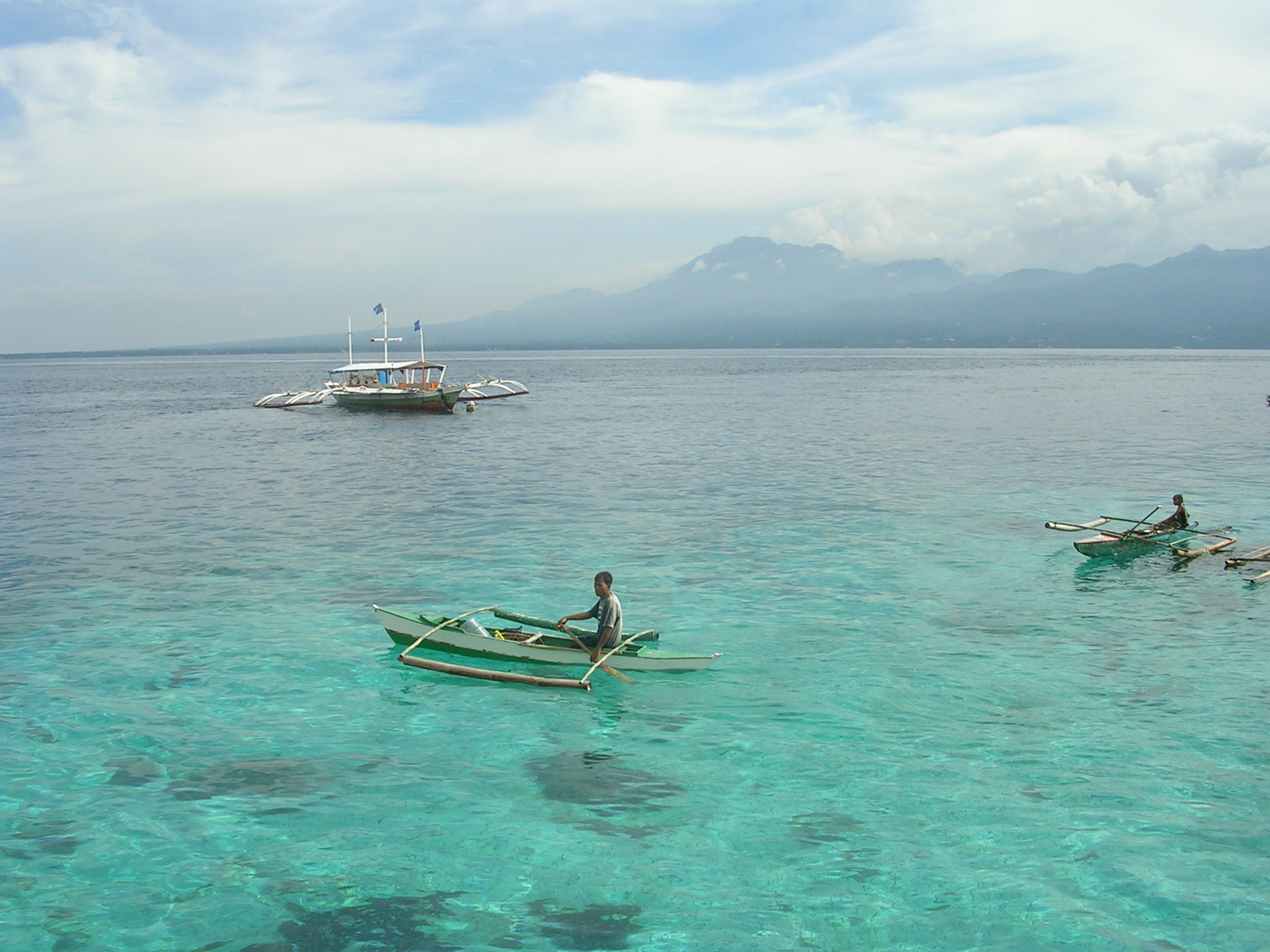
A parte sul do Estreito de Tañon e Sibulan ao fundo

O Estreito de Tañon situa-se entre as ilhas de Negros e a Cebu nas Filipinas. O estreito conecta o Mar das Visayas ao Mar de Bohol.
Em 7 de fevereiro de 2008 o Supremo Tribunal das Filipinas ordenou ao Departmento de Recursos Ambientais e Naturais e ao Departmento de Energia que comentassem sobre uma petição certiorari apresentada para baleias com dentes, golfinhos, botos e outras espécies de cetáceos no Estreito de Tañon para parar a exploração de petróleo  pela Japan Petroleum Exploration Co. Ltd. (JAPEX) no canal protegido. O estreito é uma reserva marinha da vida selvagem, e uma zona de reprodução, alimentação e descanso para 11 dos seus 25 mamíferos marinhos. Foi pedido ao tribunal que reconhecesse os solicitantes como "mamíferos filipinos" com direitos constitucionais.
O Estreito de Tañon é conhecido pelo avistamento de baleias e golfinhos. Existem muitos barcos operando para avistar golfinhos do cais da Cidade de Bais.